# 아와노촌 (후쿠이현)
아와노촌(粟野村)은 후쿠이현 쓰루가군에 설치되었던 촌이다. 1955년 1월 15일 아와노촌 및 아라치촌, 도고촌, 나카고촌, 히가시우라촌 등 5개 촌이 쓰루가시에 편입합병되고 폐지되었다.